# کوتونا هایاشی
کوتونا هایاشی (انگلیسی: Kotona Hayashi؛ زادهٔ ۱۳ نوامبر ۱۹۹۹) بازیکن والیبال زن اهل ژاپن است.